# Star-Club

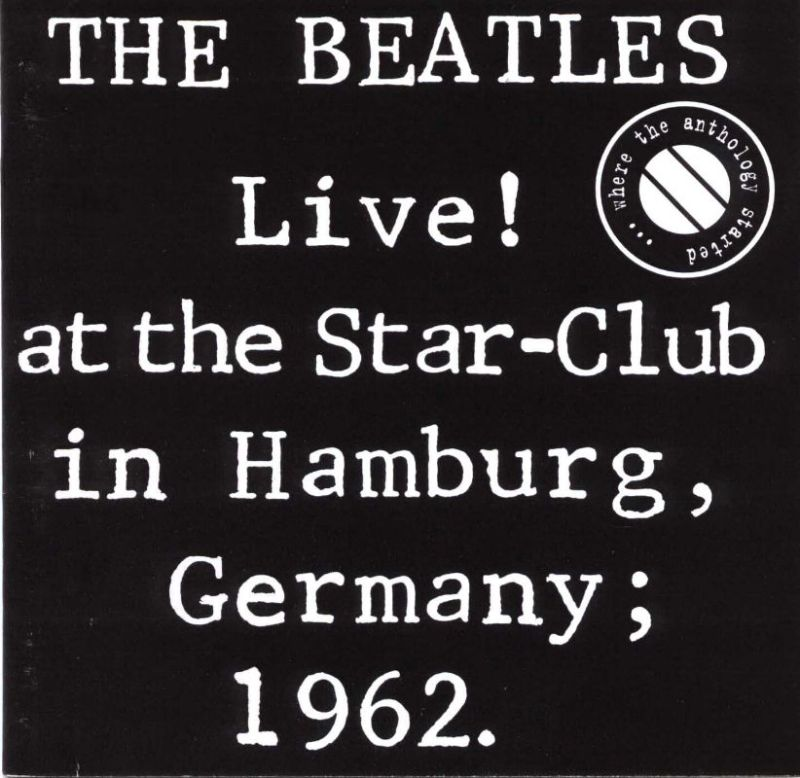
Portada del álbum Live at the Start Club del grupo británico The Beatles.

Manfred Weissleder fundó el Star-Club de Hamburgo. El 13 de abril de 1962 abrió el Star-Club por primera vez sus puertas. La fama mundial la alcanzó tras la actuación de The Beatles, atrayendo a gente que venía expresamente de Londres, Escandinava e incluso los de los Estados Unidos para estar allí. Por allí pasaron cantantes y grupos musicales como Jerry Lee Lewis, Bill Haley, Little Richard, Jimi Hendrix, Fats Domino The Bachelors, Bee Gees, The Rattles, Achim Reichel, Eric Burton, Screamers, Frank Zappa, Chuck Berry, The Liverbirds y muchos otros más.
La idea igual que en el Top Ten Club, en el Indra Club y luego en el Gruenspan era ofrecer en un bar música rock en directo. Al caer el interés por la música rock el Star-Club cayó poco a poco en la decadencia hasta que tuvo que cerrar sus puertas el 31 de diciembre de 1969. Durante años permanecieron sus ruinas. Tras un incendio en 1987 se demolió el edificio. El fotógrafo  Günter Zint cedió una placa conmemorativa en el lugar donde estuvo el Star-Club.